# 乔治敦 (科罗拉多州)
乔治敦（英語：Georgetown），是美国科罗拉多州克利尔克里克县下属的一座城市。建市于1868年1月10日，面积大约为1.164平方英里（3.014平方公里）。根据2010年美国人口普查，该市有人口1,034人。2011年估计该市有人口1,025人，相比2010年人口增长率为-0.87%。同时，论人口该市是科罗拉多州第141大城市。

## 地理
喬治城的座標為39°42′45″N 105°41′45″W / 39.71250°N 105.69583°W，而該地的平均海拔高度為2600米（即8530英尺）。